# Амгунь (посёлок)
Амгу́нь — посёлок в Солнечном районе Хабаровского края. Административный центр и единственный населённый пункт сельского поселения «Посёлок Амгунь».

## Население
| 1992 | 2002 | 2010 | 2011 | 2012 | 2013 | 2014 |
| ---- | ---- | ---- | ---- | ---- | ---- | ---- |
| 773  | ↘516 | ↘461 | ↘460 | ↘447 | ↘441 | ↘421 |
| 2015 | 2016 | 2017 | 2018 | 2019 | 2020 | 2021 |
| ↘418 | ↘413 | ↘407 | ↘389 | ↘382 | ↘362 | ↗393 |

## Экономика
ЗАО «Амгунь» — лесозаготовительное предприятие, коммунальные объекты ООО «Кванта»; ПЧ-30 ОАО «РЖД»4;ЭЧ-8 ОАО «РЖД»4; ШЧ-9 ОАО «РЖД»4; ст. Амгунь ОАО «РЖД»4; ;школа; фельдшерско-акушерский пункт.